# Paolo Rizzi

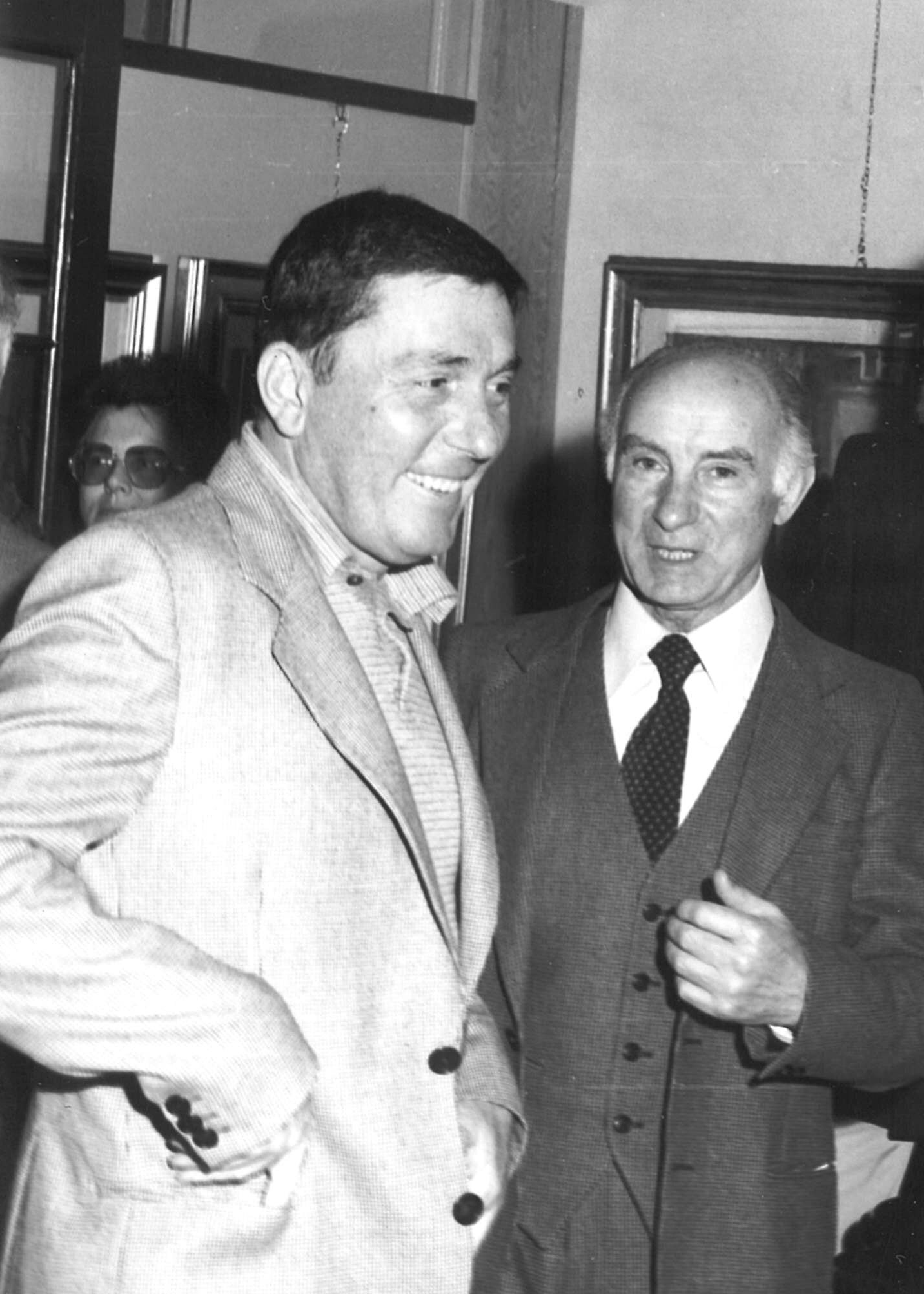
Paolo Rizzi a sinistra, assieme a Danilo Soligo, all'inaugurazione della mostra personale di quest'ultimo a Montebelluna nel 1981

Paolo Rizzi (Venezia, 23 febbraio 1932 – Venezia, 5 gennaio 2007) è stato un critico d'arte e giornalista italiano.

## Biografia
Paolo Rizzi nacque a Venezia nel 1932. Si diplomò al liceo classico, per poi laurearsi in Lettere antiche a Padova.
Iniziò l'attività giornalistica nel 1948, ancora liceale. Il suo esordio fu un'intervista allo scrittore e premio Nobel Ernest Hemingway.
La sua attività giornalistica iniziò al Gazzettino Sera come cronista e critico d'arte dal 1957 al 1959. Dal 1959 è al quotidiano locale Il Gazzettino dove continuò l'attività di critico oltre ad essere inviato speciale all'estero e capocronista dal 1977 al 1984 a Venezia. È stato inoltre direttore responsabile delle testate Art Style, Lido di Oggi - Lido di Allora e un Ospite di Venezia.
Oltre alle sue opere, innumerevoli sono state le recensioni critiche su cataloghi e monografie dedicate ad artisti e mostre d'arte. Ebbe contatti con i più importanti artisti e personalità del '900 come Diego Valeri, Alberto Burri, Roy Lichtenstein, Leo Castelli, Luigi Candiani, Peggy Guggenheim, Giorgio De Chirico, Giovanni Mariacher, Francesco Valma, Marzio Banfi, Ernani Costantini, Armando Buso, Renzo Marcato, Rachele Bianchi.
Significativa la pubblicazione  nel 1982, assieme a Enzo Di Martino, della Storia della Biennale, 1895-1982, primo esempio di panoramica storica della rassegna internazionale caratterizzata da un linguaggio critico più attuale e distaccato dall'atteggiamento estetizzante delle recensioni dei primi anni della manifestazione, un approccio critico che verrà adottato anche dagli altri autori nelle successive indagini storiche sulla Biennale.
Nel 1977 fondò, assieme a Luciano Frusi e Giorgio Pecorai, il primo nucleo di ibernisti: un sodalizio di appassionati della spiaggia e del mare invernale.
Morì a Venezia, dopo una lunga malattia, vissuta senza però smettere di scrivere.
Nel 2009 venne fondata a Venezia l'Associazione culturale Paolo Rizzi, che ogni anno assegna il premio giornalistico Paolo Rizzi ad articoli concernenti la cultura del Nordest. Il concorso aperto ai giornalisti iscritti all’Ordine nazionale nel 2023 giunge alla XIII edizione.

## Opere
- Dieci artisti veneti. Saggi critici, Studio F & P, Verona, 1974
- Mezzo secolo di pittura nel Veneto, Bolaffi Arte, Torino, 1977
- Storia della Biennale 1895-1982, con Enzo Di Martino, Electa, Milano, 1982
- Le belle figurine: ritagli di scritti d'arte 1985-1986, Marini editore, Treviso, 1990
- Il piccolo binario di Marco Novati, Castaldi, 2000

### Prefazioni e capitoli
- Pietro Zampetti, Guido Perocco, Paolo Rizzi e Ernani Costantini (a cura di), «L'altra Venezia» degli artisti stranieri, in L'800 Venezia, Venezia, Centro d'arte San Vidal, 1977,  pp. 25-33.
- Prefazione. Un discorso sulle stampe popolari veneziane in Francesco Valma et al., Venezia di Valma, Venezia, Filippi Editore Venezia, 1981, n.n.
- Introduzione in Paolo Rizzi (a cura di) et al., Marzio Banfi, Milano, Electa, 1985, pp. 7-9, ISBN 88-435-1202-1
- (a cura di), Marzio Banfi, Venezia, Centro d'Arte San Vidal, 1989, n.n.
- Il mondo "a la roversa", in Francesco Valma et al., Venezia com'era, Venezia, Centro d'Arte San Vidal, 1992, pp. 9–23.
- Come un artista ha visto il santo poverello aggirarsi per le calli e in laguna, in Francesco Valma et al., San Francesco a Venezia, Venezia, Centro d'Arte San Vidal, 1994.
- Un ciclo di disegni di Francesco Valma: valore dell'arte come valore di vita, in Francesco Valma et al., Lo Scialle lungo la Via, Venezia, Centro d'Arte San Vidal, 1996.
- Un uomo s'interroga sul mistero della Passione, in Francesco Valma et al., I Chiodi e la Luce nella bisaccia, Venezia, Centro d'Arte San Vidal, 1998, n.n.
- Quando i fragili ricordi diventano preziosi stralci di storia in Francesco Valma et al., Venezia: vivere e rivivere, Venezia, Centro d'Arte San Vidal, 2000, n.n.
- E se fossero loro a parlare? in Francesco Valma et al., E se fossero loro a parlare?, Venezia, Centro d'Arte San Vidal, 2002, n.n.
- Un nostalgico viaggio attraverso l'acqua, in Francesco Valma et al., Venezia, chi sei?, Venezia, Centro d'Arte San Vidal, 2005, pp. 9–14.
- Prolusione del 1º novembre 2002 e Desiderar Venezia, in Francesco Valma et al., A te, Venezia, Venezia, Centro d'Arte San Vidal, 2013, pp. 15–20, 47-54.
- Francesco Valma, in Giuseppe Goisis et al., San Vidal Artisti ieri e oggi, Marghera, Editgraf, 2015, p. 167.

### Monografie di Artisti
- Paolo Rizzi, Sgaravatti, Padova, banca Antoniana, 1993, ISBN non esistente.

## Fondo librario
Una parte della biblioteca personale di Rizzi è presente nella Biblioteca di Area Umanistica (BAUM) dell'Università Ca' Foscari Venezia. La raccolta comprende circa 500 documenti, in prevalenza cataloghi di esposizioni e rassegne di pittura, incisione e grafica.